# Le Perroquet chinois
Pour le film muet de Paul Leni, voir Le Perroquet chinois (film).
Le Perroquet chinois (titre original : The Chinese Parrot) est un roman policier écrit par Earl Derr Biggers, paru en 1926. Il s'agit du deuxième titre de la série dans laquelle apparaît le policier Charlie Chan.
Le roman est traduit en français par Louis Postif aux éditions Perrin en 1932.

## Résumé
Un collier de perles est acheté par un riche financier excentrique. Le jeune fils du bijoutier est chargé du transport des perles à la maison de vacances du financier dans une zone désertique de la Californie. Avant de rejoindre les forces de police, il a été l'assistant du détective Charlie Chan de Hawaii. Après deux morts mystérieuses, tout d'abord l'assassinat d'un perroquet qui parle chinois, puis celui d'un homme de ménage chinois, Charlie Chan se fait passer pour un cuisinier et travaille dans l'ombre afin de résoudre l'énigme.

## Liste des personnages
- Alexandre Eden, dit Alec, propriétaire de la bijouterie
- Miss Chase, employée de la bijouterie
- Bob Eden, le fils du patron
- Sally Phillimore, épouse Jordan, l’enfant chérie des îles
- Fred Jordan, époux de Sally Phillipmore
- Victor Jordan, fils de Sally et Fred
- P. J. Madden, spéculateur de Wall Street
- Evelyn Madden, fille de P. J. Madden
- Martin Thorn, secrétaire de P. J. Madden
- Charlie Chan, sergent de la police d’Honolulu
- Chan-Kee-Lim, cousin de Charlie Chan
- Chan-So, épouse de Chan-Kee-Lim
- Rose, fille de Chan-Kee-Lim
- Louie Wong, intendant du ranch de Madden
- Al Draycott, directeur d’une agence de détectives
- Shaky Phil Maydorf, escroc
- Will Holley, journaliste
- Paula Wendell, chercheuse de sites
- Horace Greeley[2], tacot de Will Holley
- Tony, le perroquet chinois
- Ah Kim, serviteur au ranch
- Dr Whitcomb, doctoresse du désert
- Brackett, constable
- Dr Simms, coroner, médecin légiste
- Jack Wilbur, fiancé de Paula Wendell
- Capitaine Bliss, de la brigade judiciaire
- Al Draycott, détective privé de San Francisco
- Thaddeus Gamble, naturaliste
- William Cherry, vieux mineur
- Jerry Delaney, comédien
- Jack Mac Guire, teneur d’une maison de jeux
- Norma Fitzgerald, chanteuse
- Eddie Boston, artiste
- Randolph Renault, artiste
- Spike Bristol, ami de Bob Eden
- M. Fogg, gardien de la propriété de Madden
- Harley Cox, shériff du comté

## Adaptation
- 1927 : Le Perroquet chinois, film muet américain réalisé par Paul Leni, avec Sōjin Kamiyama dans le rôle de Charlie Chan, Marian Nixon et Florence Turner

## Source bibliographique
- Claude Mesplède, Dictionnaire des littératures policières, vol. 2 : J - Z, Nantes, Joseph K, coll. « Temps noir », 2007, 1086 p. (ISBN 978-2-910-68645-1, OCLC 315873361), p. 523